# Belwa Jabdi
Belwa Jabdi – gaun wikas samiti w środkowej części Nepalu  w strefie Dźanakpur w dystrykcie Sarlahi. Według nepalskiego spisu powszechnego z 2001 roku liczył on 1071 gospodarstw domowych i 4578 mieszkańców (2206 kobiet i 2372 mężczyzn).